# 1994年美國
|        | 美國歷史 \| 美國歷史年表                                                                                                   |
| 世紀： | 19世紀美國 \| 20世紀美國 \| 21世紀美國                                                                                     |
| 年代： | 1960年代美國 \| 1970年代美國 \| 1980年代美國 \| 1990年代美國 \| 2000年代美國 \| 2010年代美國 \| 2020年代美國               |
| 年份： | 1990年美國 \| 1991年美國 \| 1992年美國 \| 1993年美國 \| 1994年美國 \| 1995年美國 \| 1996年美國 \| 1997年美國 \| 1998年美國 |
| 紀年： | 美国独立218周年 |

## 聯邦政府

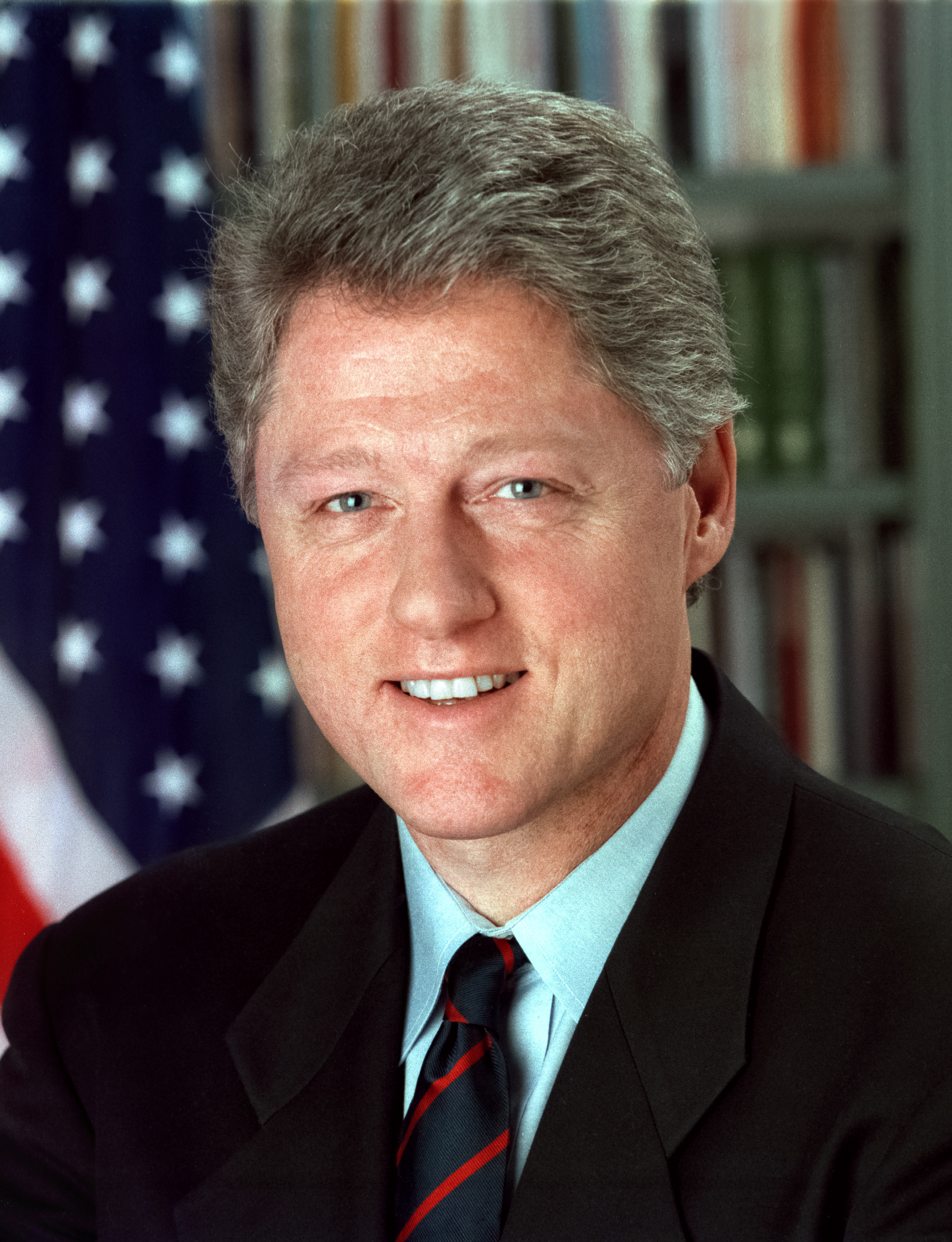
總統：比尔·克林顿
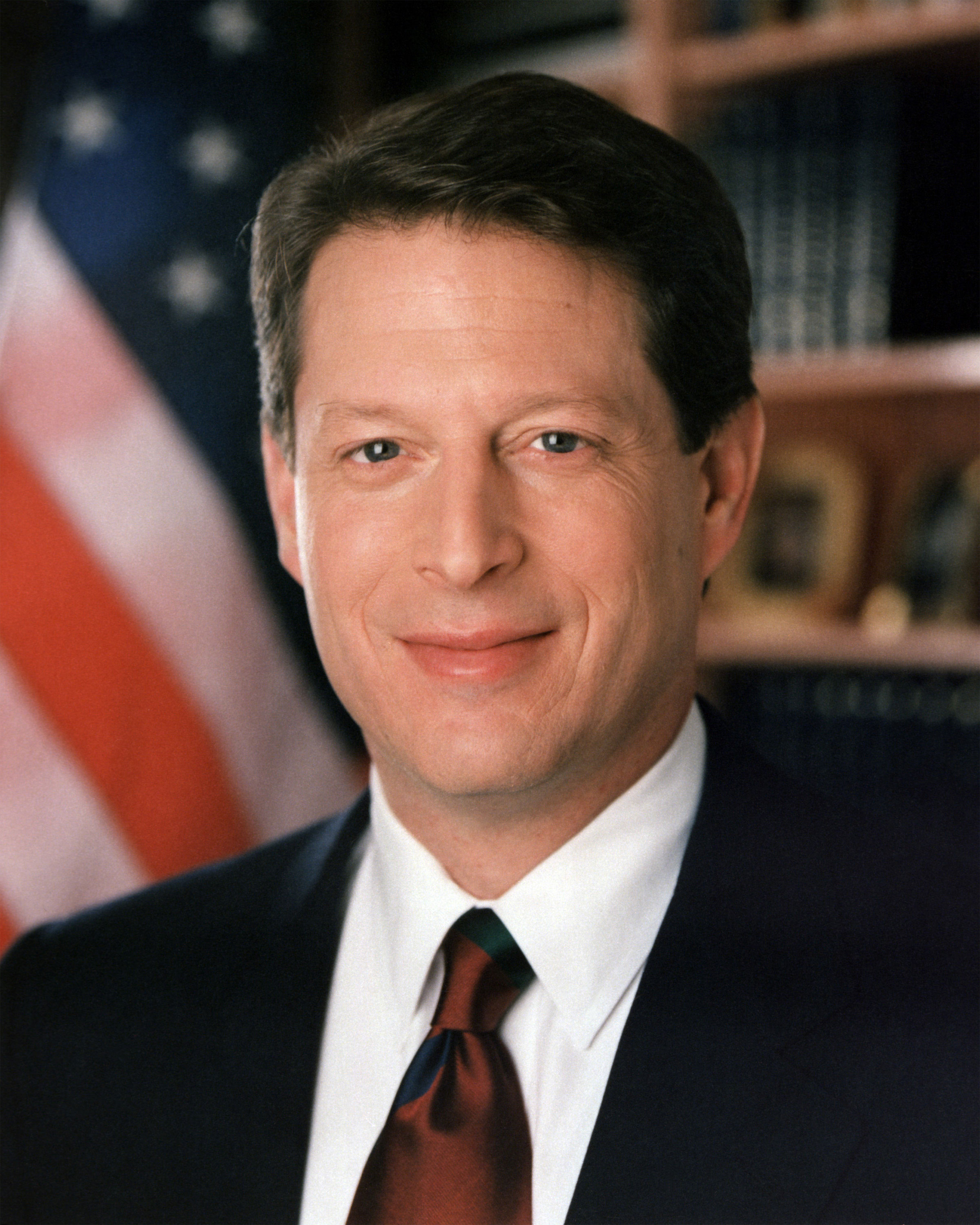
副總統：阿尔·戈尔
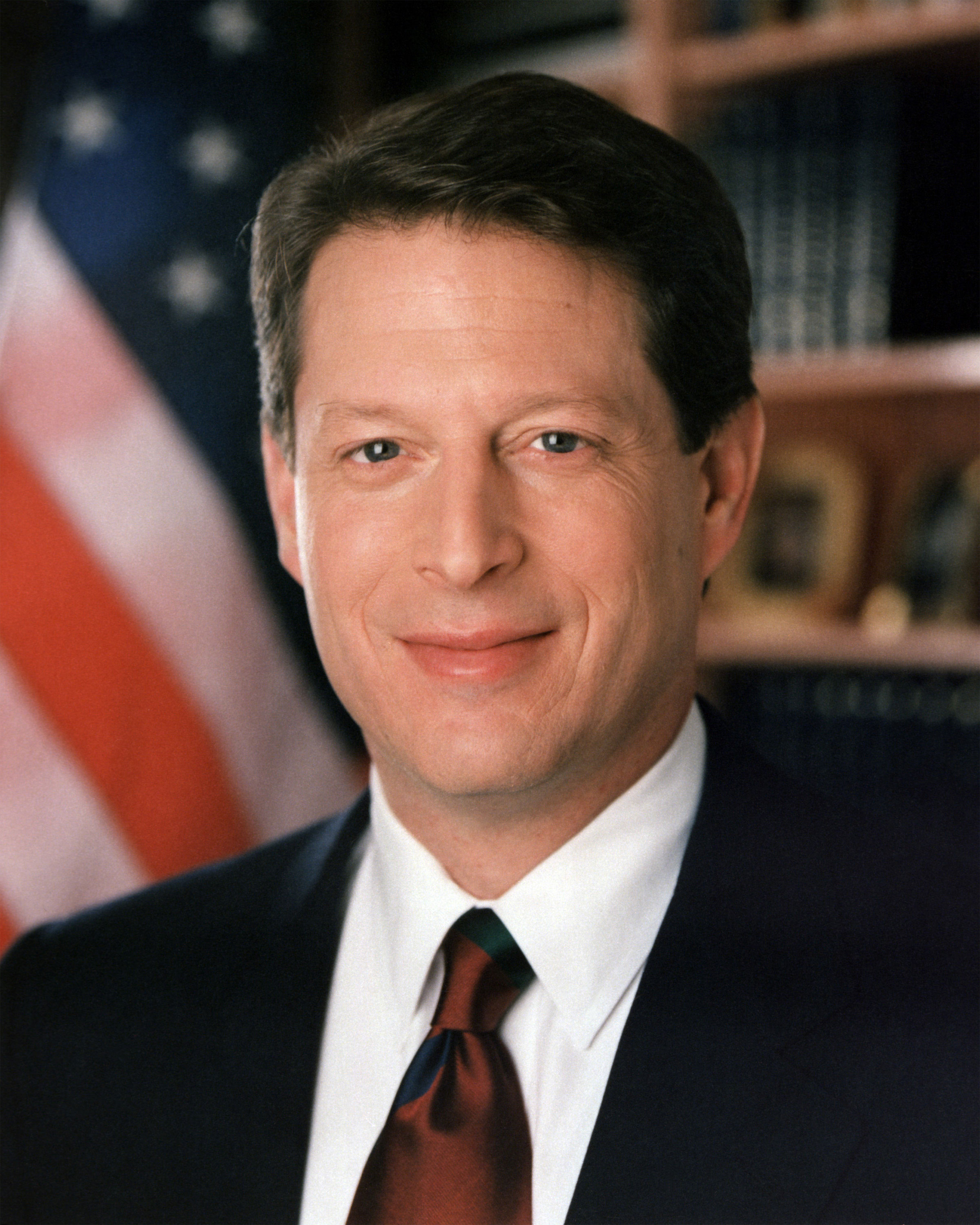
參議院議長：艾爾·高爾（副總統兼任）
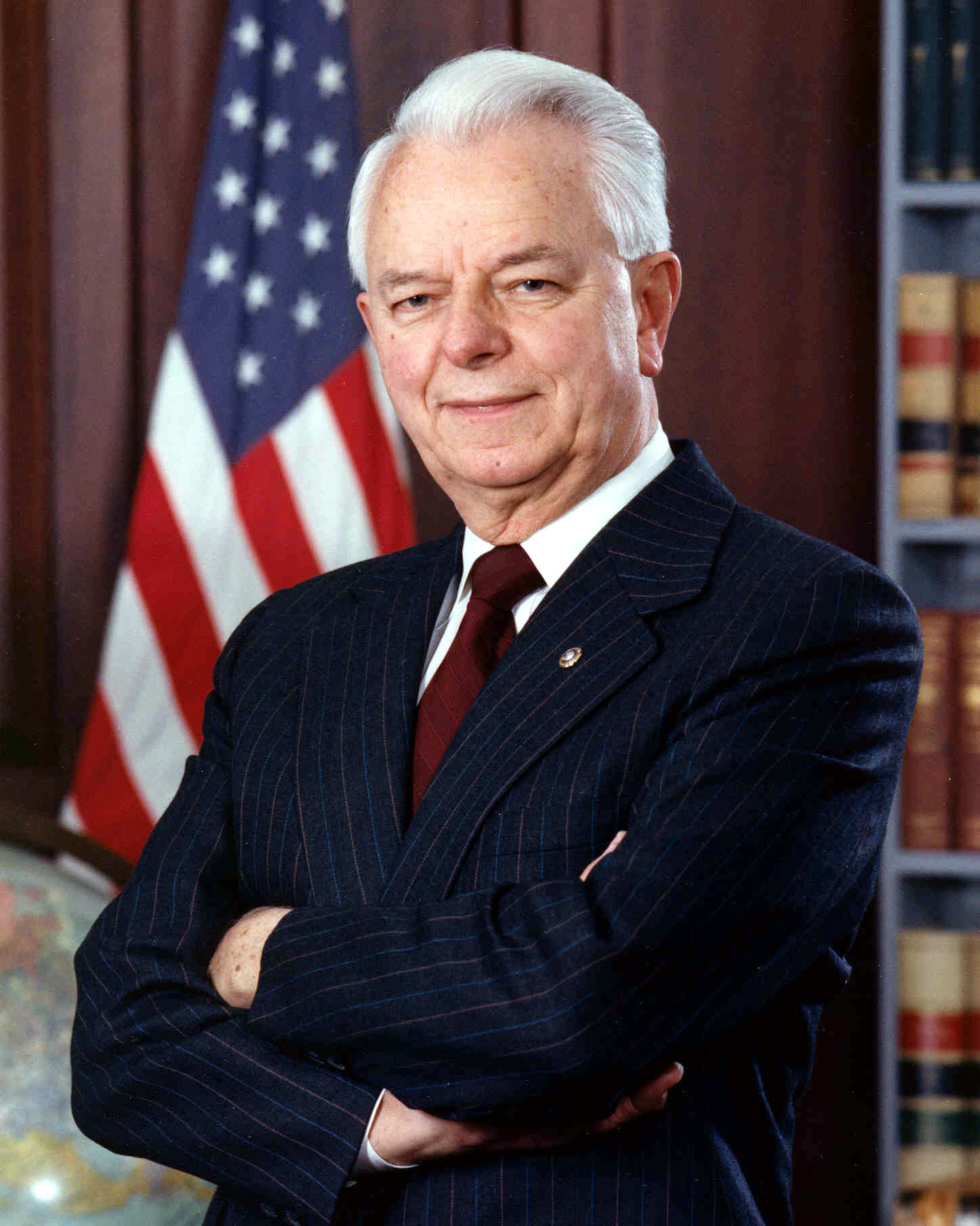
參議院臨時議長：羅伯特·伯德
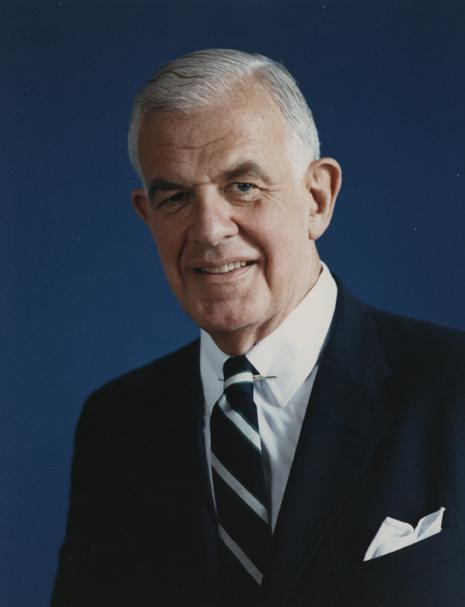
眾議院議長：湯姆·弗利
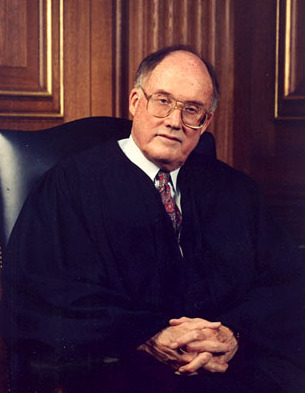
首席大法官：威廉·伦奎斯特

## 大事記

### 1月
- 1月1日——北美自由貿易協議正式生效。
- 1月14日——美國、俄羅斯和烏克蘭簽署協議備忘錄，確認把烏克蘭境內的核武器全數銷毀。

### 4月
- 4月4日——美國網景公司成立。
- 4月7日——聯邦快遞705號班機劫機事件

### 6月
- 6月8日——美國少年米高·彼得·費爾在新加坡受笞刑。
- 6月17日——在经过高速公路上的长途追逐和自杀未遂之后，美國橄榄球明星辛普森因涉嫌杀前妻及妻子男友而被捕。
- 6月24日——史上最高票房2D動畫電影《獅子王》正式在美國上映。

### 7月
- 7月8日——美國法院正式起訴美式足球運動員O·J·辛普森謀殺罪。

### 8月
- 8月12日——美國職棒大聯盟球員展開長達232天的罷工，造成剩餘季賽及世界大賽全部取消。

### 9月
- 9月3日——綠色和平揭發美國向日本提供核技術。
- 9月22日——由全国广播公司拍摄的展示纽约都市生活的情景喜剧《老友记》播出。

### 10月
- 10月14日——美国宣布取消对海地制裁，讓-貝特朗·阿里斯蒂德復任總統。
- 10月21日——北韓和美國政府在日內瓦簽署《關於解決朝鮮核問題的框架協議》，同意停止核武器開發，並接受外界檢查。

### 11月
- 11月8日——美國舉行中期選舉，在纽特·金里奇领導的共和黨革命下，共和黨重奪國會參眾兩院控制權，民主黨失去美國國會長達40年的控制權。

### 12月
- 12月15日——美國網景公司發布網路瀏覽器網景導航者(Navigator)1.0版本。